# Arzawa
Arzawa byl starověký státní útvar existující v západní části Malé Asie v době bronzové, od 15. století př. n. l. do 12. století př. n. l. Hlavním městem byla Apaša, ztotožňovaná s pozdějším Efezem. Obyvateli byli pravděpodobně Luvijci: písemné památky v jejich jazyce se nedochovaly, existují jen nepřímé zmínky v egyptských a chetitských zdrojích (El-amarnské dopisy). V průsmyku Karabel nedaleko İzmiru byly nalezeny skalní reliéfy a nápisy z arzawského období. Podobnost doloženého jména vládce Pijamaradu s Homérovým Priamem vzbuzuje domněnky o spojení Arzawy s Trójou.  

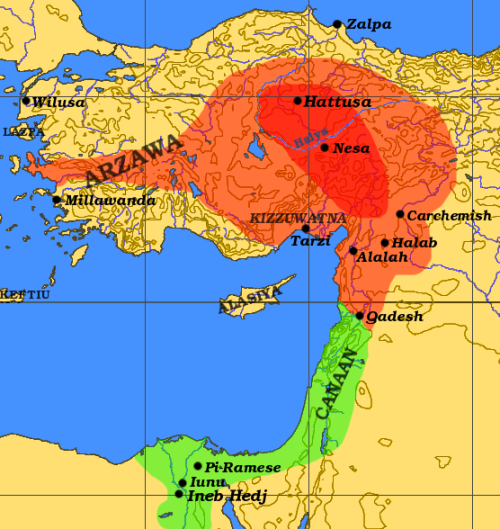
Arzawa na mapě Chetitské říše v době jejího maximálního rozmachu

Zakladatelem říše byl král Kupanta-Kurunta. Království Arzawa bylo úhlavním nepřítelem Chetitů, naproti tomu udržovalo spojenectví s Acháji a egyptskou Novou říší. Ve 13. století př. n. l. chetitský král Muršiliš II. porazil vládce Arzawy Tapalazunauliho a jeho území připojil k novochetitské říši jako vazalské státy Mira, Seha a Hapalla. Chetitskému útoku údajně předcházelo vyslání beranů infikovaných tularémií do pohraničí Arzawy, zavlečená epidemie pak podlomila obranyschopnost země. Ve 12. století př. n. l. pak oblast vyplenily mořské národy. Území někdejší Arzawy bylo v antice nazýváno Lýdie a Kárie.